# Экономика Грузии
Экономика Грузии — характеризуется развивающейся свободной рыночной экономикой. Валовый внутренний продукт (ВВП) Грузии после распада СССР резко упал и начал вскоре восстанавливаться усиленными темпами благодаря демократическим и экономическим реформам, проведённым благодаря Революции роз. Грузия к 2014 году развилась до уровня хорошо функционирующей рыночной экономики. В 2007 году Грузия была названа экономическим реформатором номер один в мире Всемирным банком и с тех пор страна занимает рейтинг одних из лучших стран по рейтингу лёгкости ведения бизнеса (7 место, 2020 год).

## Общая характеристика
В 1992 году Грузия стала членом Всемирного банка и Международного валютного фонда (МВФ) в 1993 году — Международной ассоциации развития, в 1998 году — Черноморского банка торговли и развития. 14 июня 2000 года Грузия стала членом Всемирной торговой организации (ВТО).
Экономика Грузии поддерживается относительно свободной и прозрачной атмосферой в стране. Согласно отчету Transparency International за 2018 год — Грузия является наименее коррумпированной страной в Черноморском регионе, превосходя всех своих ближайших соседей, а также близлежащих государств Европейского союза. Средства массовой информации (СМИ) Грузии также являются единственными в своем регионе, которые не считается несвободными. 
В отчёте от организации Transparency International об уровне восприятия коррупции в 2022 году Грузия заняла 41 место из 180 стран, например, соседствующие с ней страны заняли следующие позиции: Армения — 63, Турция — 101, Россия — 137, Азербайджан — 157.
С 2014 года Грузия является частью зоны свободной торговли Европейского Союза, при этом ЕС продолжает оставаться крупнейшим торговым партнером страны, на долю которого приходится более четверти всего торгового оборота страны. После заключения торгового пакта с ЕС был отмечен дальнейший рост двусторонней торговли, в то время как торговля с Содружеством Независимых Государств (СНГ) резко сократилась.

## История

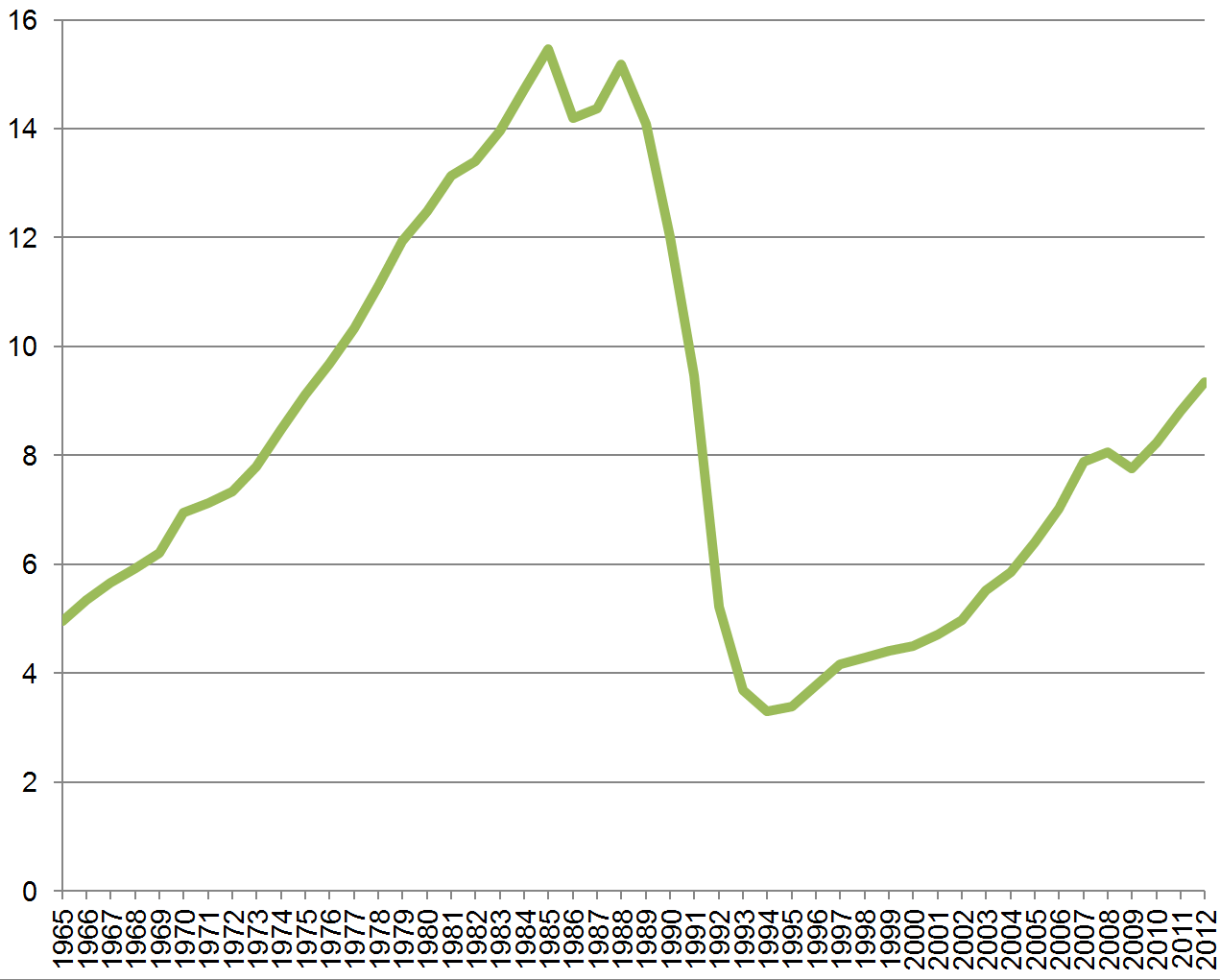
Валовой внутренний продукт Грузии в постоянных ценах 2005 года (млрд долл. США, данные Всемирного Банка)

### До 1992
В составе СССР экономика Грузии быстрыми темпами индустриализировалась. В период между 1913 и 1975 годами национальный доход страны вырос почти в 90 раз. Экономика страны изменялась от аграрной к индустриальной и постиндустриальной. В 1990 году на долю сферы услуг приходилось свыше 40 % занятых, а на долю промышленности — 27 %. В советское время Грузия имела развитую промышленность, специализируясь на производстве продовольствия, чугуна, угля, стальных труб, нефтепродуктов, удобрений, станков, локомотивов, сборке самолётов.
До распада СССР оборот внешней торговли Грузии превышал произведённый экономический продукт. Основу грузинского экспорта составляли пищевые продукты и сельскохозяйственная продукция, основу импорта — энергетические ресурсы и потребительские товары.

### 1992—2004
Кризис в грузинской экономике после развала СССР был усугублен тем, что в 1992 году президент Грузии Звиад Гамсахурдиа ввёл запрет на торговлю Грузии с Россией. Уже в 1992 году объём грузинского промышленного производства сократился на 40 %.
К середине 1994 года кризис охватил все отрасли. Лесное хозяйство и строительство почти прекратили работу, а остальные отрасли снизили объём выпускаемой продукции до уровня 1960-х годов. Производственная и транспортная инфраструктуры разрушались, а новая денежная единица обесценилась. Инфляция составила около 9000 % в год, а безработица достигла 20 %. Конфликт с Абхазией снизил поток туристов из России до нуля. Средняя реальная зарплата упала примерно в 10 раз, шла массовая эмиграция населения в Россию (в основном) и в страны Евросоюза, всего из страны выехало более 1 млн человек. Как следствие занятость в Грузии снизилась с 2,8 млн до 1,8 млн человек, а переводы трудовых мигрантов в Грузию стали основным источником мобильных денежных ресурсов и способом поддержки уровня потребления.
Суммарное падение ВВП Грузии (на 72 %) за период рецессии было наибольшим среди республик бывшего СССР.
С 1994 года Грузия стала получать кредиты Всемирного банка и МВФ. В 1994—1995 годах с помощью этих кредитов экономическая ситуация в Грузии стабилизировалась. В 1995 году правительство приняло меры по выводу экономики из кризиса: была сбита инфляция, почти все займы МВФ были брошены на стабилизацию финансов, структура экономики была приведена в соответствие с условиями предоставления займов. Также были подписаны соглашения о транспортировке нефти по трубопроводу через Грузию, введены рыночные цены на хлебопродукты, приняты законы о коммерческих банках, налоговой и земельной реформах. Введение новой денежной единицы лари и принятие относительно сбалансированного бюджета оказали благотворное воздействие на ситуацию. В 1995 ВВП вырос на 2,4 %, 1996 году ВВП Грузии — на 14 %. Было зарегистрировано свыше 30 тыс. частных предприятий. К 1997 году частный сектор давал свыше 50 % ВВП.
В 1996 года в Грузии начался экономический подъём. Внешнее финансирование сыграло значительную роль в обеспечении экономического роста, а также в формировании государственной экономической политики и отраслевой структуры экономики. В то же время при Шеварднадзе грузинская экономика продолжала находиться в кризисном состоянии, держась на плаву в основном благодаря грантам и денежным переводам из-за границы.
К 1998 году ВВП Грузии составлял 36 % от уровня 1990 года, объём промышленной продукции — 16 %, продукция сельского хозяйства — 63 %, объём инвестиций — 14 %, розничный товарооборот — 18,9 %.
После российского экономического кризиса 1998 года темпы роста экономики Грузии снизились до нескольких процентов в год из‑за сокращения грузинского экспорта в Россию.
2000-е
С 2001 года начался достаточно динамичный рост экономики Грузии, факторами которого являлись внутреннее потребление, некоторый рост экспорта, рост отраслей, не испытывающих конкуренцию с импортом, таких как строительство, услуги, финансовое посредничество и т. п., получение транзитных доходов от транспортировки энергоносителей, экономический подъём в России. С 2003 года произошло значительное ускорение темпов экономического роста и притока иностранных инвестиций в связи со строительством в Грузии магистральных трубопроводов. Подавляющая часть иностранных инвестиций в 2002—2004 годах концентрировалась в сфере транспорта и в строительстве по причине прокладки в стране транзитных трубопроводов, динамика инвестиций за пределами транспорта и энергетики была вялой, а вложения в промышленность оставались крайне низкими.

### 2004—2010

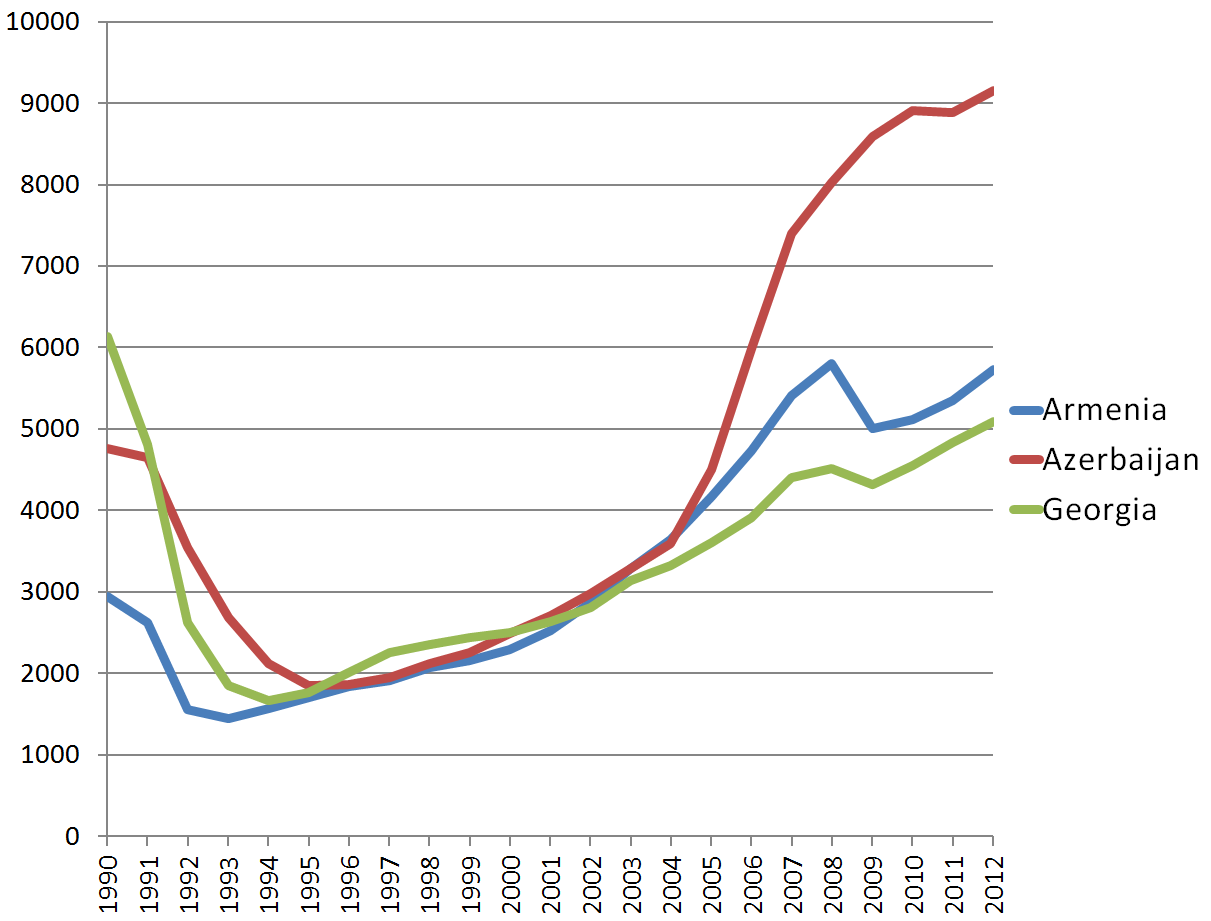
Динамика ВВП (по паритету покупательной способности, в постоянных ценах 2005 года, в долларах США) стран Закавказья (Азербайджана, Армении и Грузии) в 1990—2012 годах (оценка Всемирного Банка)

После «революции роз» 2003 года новое руководство Грузии, во главе с президентом Михаилом Саакашвили, смогло договориться о значительном увеличении иностранной помощи. В 2004—2006 гг. объём этой помощи составил примерно $1,1 млрд (25 % от ВВП Грузии 2004 года).
После назначения в 2004 году министром экономического развития Грузии российского предпринимателя Кахи Бендукидзе получили новый импульс социально-экономические реформы. Бендукидзе заявил, что «Грузия должна продать всё, кроме совести».
Была проведена крупная налоговая реформа — из 20 налогов осталось 7: подоходный налог, социальный налог, НДС, налог на прибыль, налог на имущество и акцизы по некоторым товарам типа сигарет, а также налог на игорный бизнес.
Кроме этого, была объявлена налоговая амнистия на весь период до 2004 года.
Приватизация: на торги были выставлены крупнейшие предприятия страны, в частности Зестафонский завод ферросплавов, «Чиатурмарганец», Руставский металлургический комбинат, Маднеульский горно-обогатительный комбинат, Потийский морской порт. В 2007 году государственная Грузинская железная дорога была передана в управление британской компании Parkfield Investment, но позже это решение было отменено.
Все эти мероприятия являлись одним из факторов, способствовавших значительному росту иностранных инвестиций и ВВП страны. Другими факторами роста экономики являлись: адаптация к сложившейся ситуации, рост экспорта и денежных переводов трудовых мигрантов, иностранные вложения в транзитный нефтепровод..
В результате, в 2006 году ВВП вырос на 8,6 %, а в 2007 году — на 12,4 % По данным на 2007 год рост ВВП в среднем за 5 лет составил 9,7 %. К 2007 году величина ВВП Грузии составила 65 % от докризисного уровня, объём производства добавленной стоимости в промышленности — 48 % от докризисного уровня, отрицательный торговый баланс — 40 % ВВП, дефицит платёжного баланса — 20 % ВВП (один из самых больших в мире). Дефицит счёта текущих операций финансировался в основном благодаря переводам эмигрантов и иностранной помощи. Большой отрицательный торговый баланс свидетельствовал о неустойчивости экономического роста.
Однако, к 2007 году, по мнению экономиста А. Г. Егиазаряна, экономика Грузии, сильно зависящая от внешнего финансирования, получила структуру, далёкую от основ, которые обеспечивают устойчивое развитие. Согласно отчёту Европейского союза, опубликованному в апреле 2008 года, экономический рост в Грузии в последнее перед отчётом время был обеспечен в основном за счёт расширения финансового сектора и притока иностранного капитала.
По мнению ряда экономистов, грузинское «экономическое чудо» основывалось не на собственном производстве, а на внешних вливаниях. В Грузии не был решен ряд основных проблем развития страны: создание продуктивного бизнеса, расширение числа рабочих мест в частном секторе экономики, возвращение людей, выехавших из страны, восстановление уровня образования и науки, достигнутого в советское время.
Развившийся с начала 2008 года мировой экономический кризис отразился на экономике Грузии. С весны 2008 возникли проблемы с финансовыми ресурсами, упала инвестиционная активность, сократилось потребление. В октябре 2008 западные страны объявили о выделении Грузии $4,55 млрд финансовой помощи в течение 2008—2010 годов, из которых 2,5 млрд — долгосрочный низкопроцентный заём, а 2 млрд — грант. По итогам 2008 года ВВП увеличился на 2,1 %, приток прямых иностранных инвестиций уменьшился на 22 % (до $1,56 млрд). В октябре 2009 года Михаил Саакашвили заявил, что Грузия испытала неблагоприятное воздействие войны в Осетии и Абхазии и мирового экономического кризиса. По его мнению, благодаря реформам и либеральной открытости экономики Грузия выдержала сочетание этих факторов, при том что, по мнению Саакашвили, одного лишь кризиса хватило, чтобы разрушить экономику многих стран Восточной Европы., позже Саакашвили назвал «чудом», что экономика Грузии вообще не обрушилась. Однако, по мнению ряда экспертов, никакого «чуда» не произошло, а основную роль в предотвращении коллапса грузинской экономики сыграла выделенная Грузии иностранная помощь в $4,55 млрд.
По итогам 2009 года ВВП опустился всего на 3,8 %, что являлось небольшим снижением в мире (к сравнению: Украина −14,8 %, Россия −7,8 %, Армения −14,2 %), причём заметная часть этого падения связана с последствиями грузино-российской войны. Промышленное производство за тот же год упало на 8,5 %, приток прямых иностранных инвестиций сократился в два раза (до $658 млн).
Уже в 2010 году рост ВВП Грузии составил 6,4 %, что является высоким показателем в мире (к сравнению: Армения 2,6 %, Азербайджан 5 %, Россия 4 %, Украина 4,2 %). В июне 2010 года в парламент Грузии был направлен проект нового Налогового кодекса, в котором, в частности, предусматривается, что предприниматели с оборотом до 30 тыс. лари в год не будут облагаться налогами, предприятия с оборотом до 200 тыс. лари будут платить только налог с доходов по ставке 3 или 5 %, предусматривается также увеличение налоговой нагрузки по ряду позиций. В июле 2010 года парламент отложил принятие Налогового кодекса до сентября.
5 июля 2011 года грузинский парламент принял Акт экономической свободы Грузии, радикально ограничивший вмешательство государства в экономическую жизнь Грузии и ставший своего рода кульминацией грузинской либерализации 2004—2012 гг. В первой редакции этого документа есть преамбула, где четко сформулирована ультралиберальная идеология экономической политики ограниченного государства.

### 2010-е
По мнению доктора экономических наук Джорджа Берулава, наблюдавшийся в Грузии экономический рост имел низкое качество, в частности, он не был связан с инвестициями в высокотехнологичные отрасли промышленности или с инновациями, ни с ростом числа рабочих мест, ни с ростом масштабов деятельности средних и малых компаний. Иностранные инвестиции в основном направлялись в отрасли, которые не ориентированы на экспорт, а инвестиции в технологии и инновации остаются на низком уровне. Низкое качество экономического роста означает, что в будущем его будет сложно поддерживать.
Доля населения, занятого в сельском хозяйстве, выросла с 25 до 56 % (при этом сама Грузия не стала сколь-нибудь значимым экспортером с/х продукции).
В июне 2019 г., после прошедших в Тбилиси антироссийских акций и запрета Россией полётов авиакомпаний в/из республики, курс лари снизился на 2,5 %, что стало абсолютным минимумом для грузинской валюты.

## Природные ресурсы
Основные полезные ископаемые в Грузии: марганцевые руды, каменный уголь, медные руды.
На западе Грузии расположено Чиатурское марганцевое месторождение — крупнейшее на территории бывшего СССР месторождение марганцевых руд. Объём разведанных запасов — 160 млн тонн руды.
На юге Грузии находится Маднеульское месторождение полиметаллических руд. Его запасы составляют до 60 млн тонн.
По данным на 1 января 2009 года, доказанные запасы природного газа в Грузии составляют 8,5 млрд кубометров, доказанные запасы нефти — 35 млн баррелей.

## Сельское хозяйство

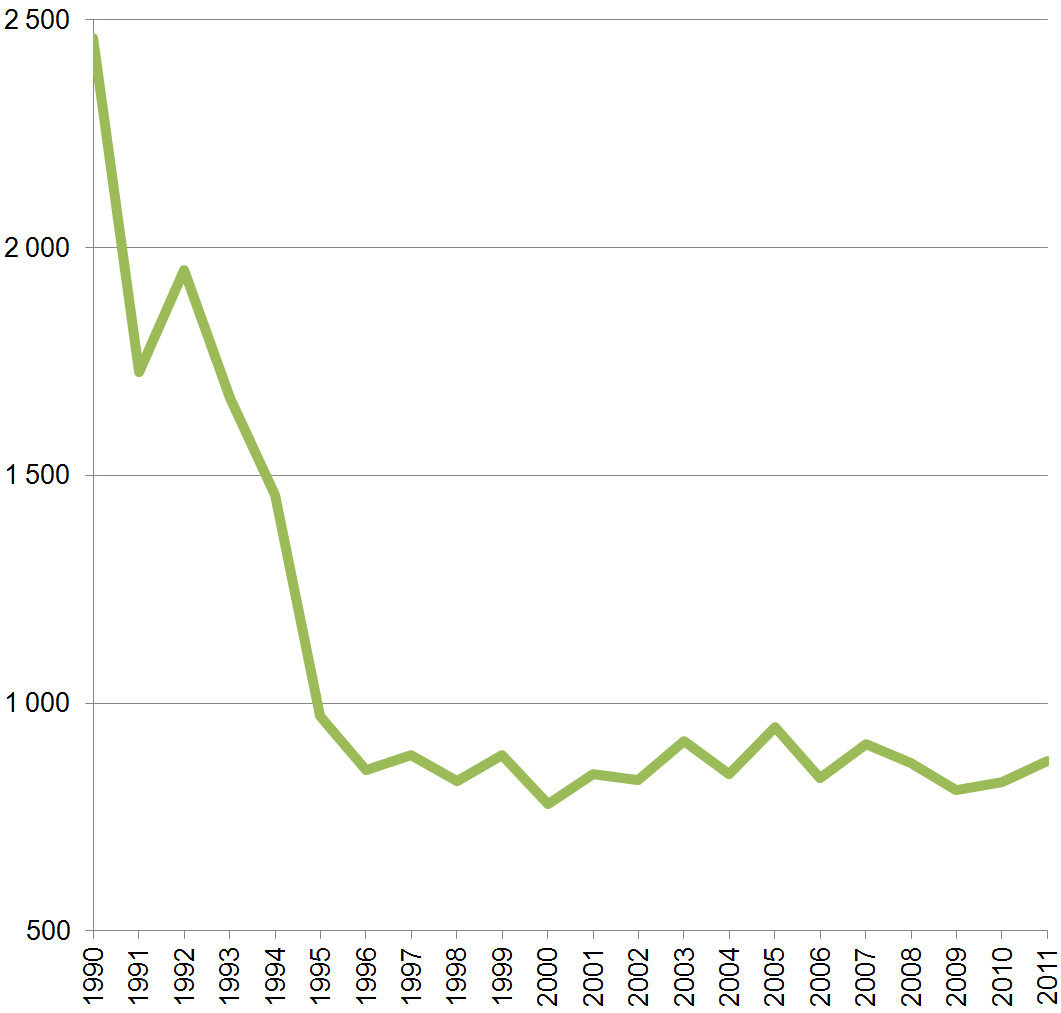
Объём добавленной стоимости сельского хозяйства Грузии по данным Всемирного Банка, в миллионах долларов США в постоянных ценах 2005 года.
В первой половине 1990-х годов произошло трёхкратное, в сравнении с уровнем до получения независимости, падение объёма сельскохозяйственного производства; все последующие годы оно стагнировало на этом низком уровне.

Динамика индексов физических объёмов продукции сельского хозяйства, растениеводства и животноводства Грузии в 1996—2008 годах, в % от уровней 1996 года

Около 16 % территории Грузии пригодно для сельского хозяйства.
К 1993 году объём сельскохозяйственной продукции опустился до 35 % от уровня 1990 года С 2003 по 2008 год индекс физического объёма продукции сельского хозяйства Грузии уменьшился на 26 %, растениеводства — на 24 %, животноводства — на 28 %..
В 2008 году объём продукции сельского хозяйства Грузии составил 2,42 млрд лари, из которых на растениеводство пришлось 998 млн лари, на животноводство — 1,35 млрд лари, сельскохозяйственные услуги — 65 млн лари.
В связи с экономическим кризисом и структурными изменениями в экономике Грузии, доля занятых в сельском хозяйстве поднялась с 25,2 % в 1990 году до 30,6 % в 1995 году и 54,4 % в 2004 году. В 2006 году доля занятых в сельском хозяйстве составляла 55,6 %.
Большая часть сельхозпродукции в Грузии сейчас производится на приусадебных участках и в фермерских хозяйствах. Большинство аграрных хозяйств небольшие и полагаются они в основном на ручной труд. Продуктивность сельского хозяйства Грузии крайне низка: концентрируя больше 50 % занятого населения, оно обеспечивает около 12 % ВВП.

### Растениеводство
Пригодная для эффективного сельхозоборота площадь земель сокращается вследствие хронической нехватки удобрений, падения культуры обработки земли и т. п. В 2002 году посевные площади сельскохозяйственных культур в Грузии составляли 577 тыс. гектаров, в 2003—562 тыс. гектаров, в 2008—329 тыс. гектаров..
Грузинские аграрии способны произвести не более трети объёма хлеба, потребляемого в Грузии, следствием чего является необходимость значительного импорта зерновых в страну.
В 1970-е валовой сбор чайных листьев в Грузии доходил до 100 тыс. тонн, в 2003 году он составил 25,5 тыс. тонн, в 2008 году — 5,4 тыс. тонн.
Осуществляется производство вин и коньяков, однако площадь под виноградниками сократилась с 130 тыс. гектаров в 1985 году до 38 тыс. гектар в 2008 году.. В 2010-е годы виноделие переживало подъем, в 2018 году было отправлено на экспорт 86,2 миллиона бутылок вина на общую сумму 203 миллиона долларов. Это на 20 % превосходит показатели 2017 года и является абсолютным рекордом за последние 30 лет.
Важной отраслью сельского хозяйства Грузии является производство фундука. В 2021 году планируется собрать 65-70 тысяч тонн фундука, экспортный потенциал которых составляет 150 миллионов долларов.

### Животноводство
С 2003 по 2008 год произошло сокращение поголовья основных видов скота, а также производство основных видов животноводческой продукции. За эти годы поголовье коров сократилось на 23 %, поголовье свиней — в 5,5 раз, поголовье овец и коз — на 16 %, поголовье птицы — на 27 %, производство мяса — в 2 раза, производство молока — на 9 %, производство яиц — на 4 %, производство шерсти — на 15 %.

### Экспорт Сельхозпродукции
Экспорт сельскохозяйственной продукции из Грузии в 2021 году достиг 1,1 миллиарда долларов, что на 124% выше показателя 2012 года. Экспорт грузинского вина, чачи, бренди и других спиртных напитков принес доход 400 миллионов долларов. Объем экспорта свежих фруктов составил 213 миллионов долларов, в том числе мандаринов вывезено на 26 миллионов долларов, а персиков и нектаринов – на 29 миллионов долларов. Объем экспорта свежих овощей составил 28 миллионов долларов. В основном это картофель (17 миллионов), зелень (4 миллиона) и томаты (3 миллиона). Экспорт минеральных вод составил 142 миллиона долларов, безалкогольных напитков с газом – на 58 миллионов, скот – на 33 миллиона, овец и коз – на 26 миллионов долларов.

## Промышленность
Доля промышленности в ВВП Грузии сократилась в 1990—2005 годах с 22,9 % до 12,1 %.
Важнейшими отраслями промышленности Грузии являются: пищевая и лёгкая промышленность, чёрная и цветная металлургия.
В 2005 г. объём промышленного производства составил 2,0 млрд лари (1,1 млрд долларов), он вырос по сравнению с 2004 г. на 16,4 %. 
В соответствии с национальной статистической классификацией видов экономической деятельности, в указанный период темпы роста отдельных отраслей грузинской промышленности составили: горной и добывающей — 109,8 %, обрабатывающей — 123,8 %, электроэнерго-, газо- и водоснабжение — 102,4 %.
Объём промышленного производства в 2007 году составил 2,3 млрд долларов.
Основной рост промышленности обеспечивается за счёт пищевой промышленности, добычи металлических руд (в основном марганцевых), а также производства металлических и неметаллических изделий. Суммарная доля этих отраслей в структуре промышленного производства (без энергетики) в 2005 году составляла 76 %.
По утверждениям российских источников, на 2009 год большинство промышленных предприятий Грузии либо простаивали, либо были загружены частично (их потенциал используется примерно на 20 %).

### Пищевая промышленность
Пищевая промышленность Грузии базируется в основном на переработке сельхозсырья — осуществляется производство чая, эфиромасличных культур, табачных изделий, овощных и фруктовых консервов, лесных орехов.
Страна славится своими алкогольными напитками (вина и коньяки), минеральными водами.
В 2005 году доля производства продовольственных продуктов и напитков в промышленном производстве Грузии составляла 36,1 %.

### Добыча металлической руды и металлургия
В 2005 году доля производства металла в промышленном производстве Грузии составляла 9,8 %, доля добычи металлической руды — 4,06 %.
Компания «Чиатурмарганец» осуществляет добычу и первичную переработку марганцевой руды с Чиатурского марганцевого месторождения, является одним из крупнейших в мире производителей марганцевых концентратов. В 2004 году компания произвела 150 тыс. тонн марганцевого концентрата. Основным потребителем продукции «Чиатурмарганца» является Зестафонский завод ферросплавов.
Зестафонский завод ферросплавов — крупнейший производитель ферросплавов и крупнейший экспортёр в Грузии. Ферросплавы являются главным товаром грузинского экспорта, их доля в экспорте — около 17 %. АО «Зестафонский завод ферросплавов», также как и АО «Чиатурмарганец», ныне принадлежит британским собственникам.
Горно-обогатительный комбинат «Марнеули» осуществляет добычу полиметаллических руд с Марнеульского месторождения (объём добычи руды из него — более 2 млн тонн в год), а также производит золото-медный концентрат, его продукция составляет значительную часть экспорта Грузии. Комбинат контролировался российской финансово-промышленной группой «Промышленные инвесторы». С 2005 года по июль 2012 года комбинат принадлежал международной горнорудной группе компаний ГеоПроМайнинг (GeoProMining) (www.geopromining.com)
В Рустави действует металлургический комбинат, производящий трубы и прокат чёрных металлов.

### Машиностроение
Объёмы выпуска машиностроительной продукции в Грузии невелики. В 2005 году доля производства машин и оборудования в промышленном производстве Грузии составляла 0,62 %.
В Грузии производятся электровозы, автомобили, станки (в Тбилиси, Кутаиси, Батуми).
Кутаисский автомобильный завод после распада СССР практически прекратил производство. В 2002 году состоялась презентация проекта по отвёрточной сборке на этом заводе индийских внедорожников Mahindra.

### Химическая промышленность
Крупнейшее предприятие химической промышленности Грузии — комбинат «Азот» в Рустави. На нём производятся азотные удобрения, химволокна, лакокрасочные изделия и т. п.
В 2005 году доля химической продукции в промышленном производстве Грузии составляла 5,75 %.

### Промышленность строительных материалов
В Грузии на базе местных ресурсов производятся цемент, силикатный кирпич и другие стройматериалы.
В 2007 году объём экспорта цемента составил $64 млн против $28,8 млн в 2006 году. В 2009 году Грузия экспортировала 279 тыс. тонн цемента на сумму $22,4 млн.

### Лёгкая промышленность
Объёмы производства в лёгкой промышленности Грузии по сравнению с советским периодом резко сократились (с примерно 20 % ВВП в середине 1980-х годов до 0,4 % ВВП в начале 2000-х).
В Грузии функционируют шёлковое, шерстяное, хлопчатобумажное, обувное, трикотажное, швейное производства.

## Строительство
В 2005 году доля строительства в ВВП Грузии составляла 8,7 %.

## Энергетика
Суммарные запасы энергоносителей в Грузии в соответствии с данными сайта EES EAEC Архивная копия от 21 мая 2021 на Wayback Machine, рассчитанными по  информации EIA (на декабрь 2015 г.) оцениваются в объеме 0,151 млрд тут условного топлива (в угольном эквиваленте) что составляет 0,012% от общемировых (179 стран мира).  Около 89 процентов из указанного объема составляет уголь.
Энергетическая зависимость* Грузии от импорта энергоносителей согласно расчетам Eurostat за 2013—2019 гг. иллюстрируется следующей диаграммой

Энергетическая зависимость Грузии, 2013—2019 гг., %

Топливно-энергетический баланс Грузии за 2019 год, его структура характеризуется таблицей 1 Архивная копия от 20 апреля 2021 на Wayback Machine, отдельные статьи которой сформированы по данным Eurostat
| Таблица 1. Отдельные статьи ТЭБ Грузии за 2019 г., тыс. тонн нефтяного эквивалента |                                |         |        |                                     |                |           |                |
| Энергоносители                                                                     | Производство первичной энергии | Экспорт | Импорт | Конечное энергетическое потребление | Промышленность | Транспорт | Другие сектора |
| Электроэнергия                                                                     | --                             | 33      | 152    | 1037                                | 280            | 36        | 721            |
| Теплоэнергия                                                                       | --                             | --      | --     | --                                  | --             | --        | --             |
| Производные газов                                                                  | --                             | --      | --     | --                                  | --             | --        | --             |
| Природный газ                                                                      | 8                              | --      | 2309   | 1427                                | 107            | 288       | 1032           |
| Невозобновляемые отходы                                                            | --                             | --      | --     | --                                  | --             | --        | --             |
| Ядерное тепло                                                                      | --                             | --      | --     | --                                  | --             | --        | --             |
| Сырая нефть и нефтепродукты (без биотоплива)                                       | 36                             | 22      | 1458   | 1206                                | 103            | 1080      | 23             |
| Сланец и битуминозный песок                                                        | --                             | --      | --     | --                                  | --             | --        | --             |
| Торф и продукты из торфа                                                           | --                             | --      | --     | --                                  | --             | --        | --             |
| Возобновляемые и биотопливо                                                        | 1042                           | --      | --     | 265                                 | 1              | --        | 264            |
| Твердое органическое топливо                                                       | 6                              | --      | 254    | 241                                 | 241            | --        | --             |
| Всего                                                                              | 1092                           | 55      | 4173   | 4176                                | 732            | 1404      | 2040           |
| Доля электроэнергии                                                                | --                             | 59.1%   | 3.6%   | 24.8%                               | 38.2%          | 2.6%      | 35.4%          |

Электроэнергетика - ключевой сектор социально-экономического комплекса Грузии. При этом  существенно важной подсистемой электроэнергетического комплекса Грузии является гидроэнергетика. В 2018 году, в соответствии с данными UNSD производство электроэнергии на ГЭС  составило 9949 млн. кВт∙ч или почти 82% от общего производства. Гидроэнергетический потенциал Грузии, рассчитанный  по данным WEC Архивная копия от 4 марта 2012 на Wayback Machine (на конец 2008 г.) определялся в сайте EES EAEC в размерах      (млн тут/год): Теоретический (Gross theoretical capability) - 16,728; Технический (Technically exploitable capability) - 8,61 и Экономический (Economically exploitable capability) - 5,043. Таким образом, уровень использования гидроэнергетического потенциала, исходя из производства электроэнергии на ГЭС в 2018 г., составляет 14, 2% от технического и 24,2% от экономического.
Ключевая энергетическая организация - Министерство энергетики Грузии (ენერგეტიკის სამინისტრო) 

### Электроэнергетика
Основой электроэнергетики Грузии являются три тепловые и шесть гидроэлектростанций.
Свыше 80 % электроэнергии в Грузии вырабатывается на гидроэлектростанциях, что приводит к неизбежным сезонным перепадам выработки электроэнергии, которые вынуждают импортировать электроэнергию в отдельные периоды в течение года. В 1989—2003 гг. производство и потребление электроэнергии в Грузии упало примерно в два раза в связи с закрытием заводов и сокращением промышленного энергопотребления. Грузия экспортирует и импортирует электроэнергию. Между Россией и Грузией подписано соглашение о взаимном обмене электроэнергией, согласно которому в осенне-зимний период Грузия получает энергию из России, а весной и летом возвращает потреблённый объём. По данным за 2015 год производство электроэнергии составило 10,83 млрд кВт*ч, импорт составил 0,7 млрд кВт*ч, экспорт — 0,3 млрд кВт*ч. Энергосистемы Грузии и Азербайджана работают в параллельном режиме, есть также ЛЭП, идущие в Россию и Армению. Для увеличения пропускной способности к 2018 году будет возведена новая 500 кВ ЛЭП в Армению В 2013 году посредством 400 кВ ЛЭП были соединены энергосистемы Грузии и Турции. В 2018 году в Грузии было выработано 12,15 млрд кВт*ч электроэнергии, потребление составило почти 13,20 млрд кВт*ч электроэнергии, импорт составил 1,51 млрд кВт*ч электроэнергии, экспорт 0,59 млрд кВт*ч электроэнергии.  
В 2019 году впервые учреждена Энергетическая биржа Грузии с равной долей управления «Государственной электросистемы Грузии» и «Коммерческого оператора электроэнергетической системы». Запуск изначально был намечен на 1 апреля 2021 года, но затем дата 6 раз переносилась. При объявлении о запуске 1 июля 2024 года в Ассоциации возобновляемых источников энергии Грузии заявили, что страна использует только 22% гидроресурсов, и всего 1,7% солнечных и ветровых ресурсов.  
Собственниками объектов электроэнергетики являются как грузинские, так и международные компании. Российская компания «Интер РАО ЕЭС» контролирует около 20 % генерирующих мощностей Грузии, а также владеет 75 % акций АО «Тэласи» (крупнейшего дистрибьютора электроэнергии в Грузии). К строительству новых генерирующих мощностей подключены китайские, индийские и европейские инвесторы, привлечены кредиты от ЕБРР, АБР, Евросоюза, ЕИБ и пр.
Теплоэнергетика
ТЭС Мтквари с одним работающим энергоблоком мощностью 300МВт располагается недалеко от Гардабани. Станция работает на природном газе и принадлежит «Мтквари Энержи» - дочке «Интер РАО ЕЭС». Там же расположена газотурбинная электростанция gPower одноименной компании мощностью 110 МВт. В 2015 году завершено строительство ТЭС Гардабани-1 мощностью 237 МВт.
В 2016 году началось строительство ТЭС Гардабани-2 мощностью 230 МВт, завершение проекта запланировано на 2020 год.
Гидроэнергетика
Крупнейший гидроэнергетический комплекс расположен на реке Ингури, в каскад входит крупнейшая на Кавказе Ингурская ГЭС мощностью 1300 МВт и каскад Перепадных ГЭС мощностью 340 МВт. Эксплуатация Ингурской ГЭС сопряжена с определёнными трудностями в силу того, что часть комплекса находится под контролем Абхазии с начала 1990-х.
Перечень существующих средних и малых ГЭС: На реке Риони Варцихский каскад из четырёх ГЭС (178 МВт), Ладжани ГЭС (112 МВт), Гумати ГЭС (66,5 МВт) и Риони ГЭС (48 МВт). На реке Арагви построена Жинвальская ГЭС (130 МВт), а также Храми-1 ГЭС (113 МВт), Храми-2 ГЭС (120 МВт), Ткибули ГЭС (80 МВт), Шуахеви ГЭС (187 МВт), Бахви-3 ГЭС (10МВт), Арагви ГЭС (8МВт) и Паравани ГЭС (87 МВт) на одноименных реках и Дарьял ГЭС (109 МВт).
Перечень строящихся ГЭС: В процессе строительства также каскады Они ГЭС (177 МВт), Бахви-1 ГЭС (15 МВт), Бахви-2 ГЭС (20 МВт), Мтквари ГЭС (41 МВт), Нэнскра ГЭС (280 МВт, 2019-2021гг), Худони ГЭС (2022г) общей мощностью 1869 МВт.
Перечень проектируемых ГЭС: Намахвани ГЭС (480 МВт).

### Альтернативная энергетика

#### Солнечная энергетика
ГНКАР начал проект по установке солнечных панелей на крышах АЗС. На декабрь 2021 года установлено 214 панелей.

#### Ветроэнергетика
В стране имеется одна ветряная станция "Картли" мощностью 20 МВт близ города Гори (Восточная Грузия). Планируется построить дополнительные станции мощностью 103,5 мегаватт в муниципалитетах Терджола и Ткибули (регион Имерети).

## Транспорт
Наибольший объём грузоперевозок в Грузии приходится на автомобильный транспорт (около 60 %), грузооборота — на железнодорожный транспорт (около 90 %). Существенную роль в формировании отраслевой структуры экономики сыграло вовлечение Грузии в региональные проекты, связанные с транзитом энергоносителей.

### Железнодорожный транспорт

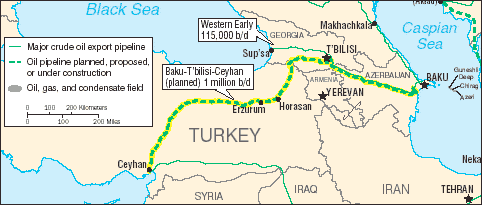
Маршруты нефтепроводов Баку — Тбилиси — Джейхан и Баку — Супса

Железные дороги — 1612 км (все электрифицированы); с широкой колеей — 1575 км (колея 1,520 м.); с узкой колеей — 37 км (колея 0,912 м.) (2003). В железнодорожных перевозках преобладают перевозки нефтепродуктов.
Основные железнодорожные магистрали: Тбилиси — Самтредиа — Поти, Батуми — Тбилиси — Баку (Азербайджан), Тбилиси — Ереван (Армения), Тбилиси — Телави. Ведется строительство железной дороги Баку-Тбилиси-Карс, которая впервые с 1993 года свяжет Южный Кавказ с Турцией железнодорожным сообщением, так как существующая железная дорога через армянский Гюмри перекрыта Турцией, поддерживающей Азербайджан в Карабахском конфликте. Завершение проекта неоднократно задерживалось и на данный момент запланировано на конец 2017 года, планируется использование новой транспортной артерии для транзита грузов из Китая и Средней Азии. С вводом в эксплуатацию тоннеля под Босфором Закавказье окажется связано с Европой прямой железнодорожной веткой

### Автомобильный транспорт
Автодороги — 20 363 км (с покрытием — 19 038 км; без покрытия — 1325 км.) (2000).
Ведется поэтапная реконструкция автобана от границы с Азербайджаном до границы Турцией (450 км), что является частью трассы E60 из французского города Бреста до китайско-киргизской границы. На данный момент введено в эксплуатацию 174 км от Тбилиси на запад Грузии и ведутся работы ещё на 94 км.

### Трубопроводный транспорт
Трубопроводы: для нефти — 1027 км; для нефтепродуктов — 232 км; для газа — 1697 км (2004).
Магистральные линии трубопроводов:
- участок нефтепровода Баку — Тбилиси — Джейхан (церемония открытия грузинского участка состоялась 12 октября 2005[98]);
- участок нефтепровода Баку — Супса (пущен в эксплуатацию в 1999 году);[15]
- участок газопровода Баку — Тбилиси — Эрзурум;
- участок газопровода Владикавказ — Казбеги — Красный мост[61].

### Морской транспорт

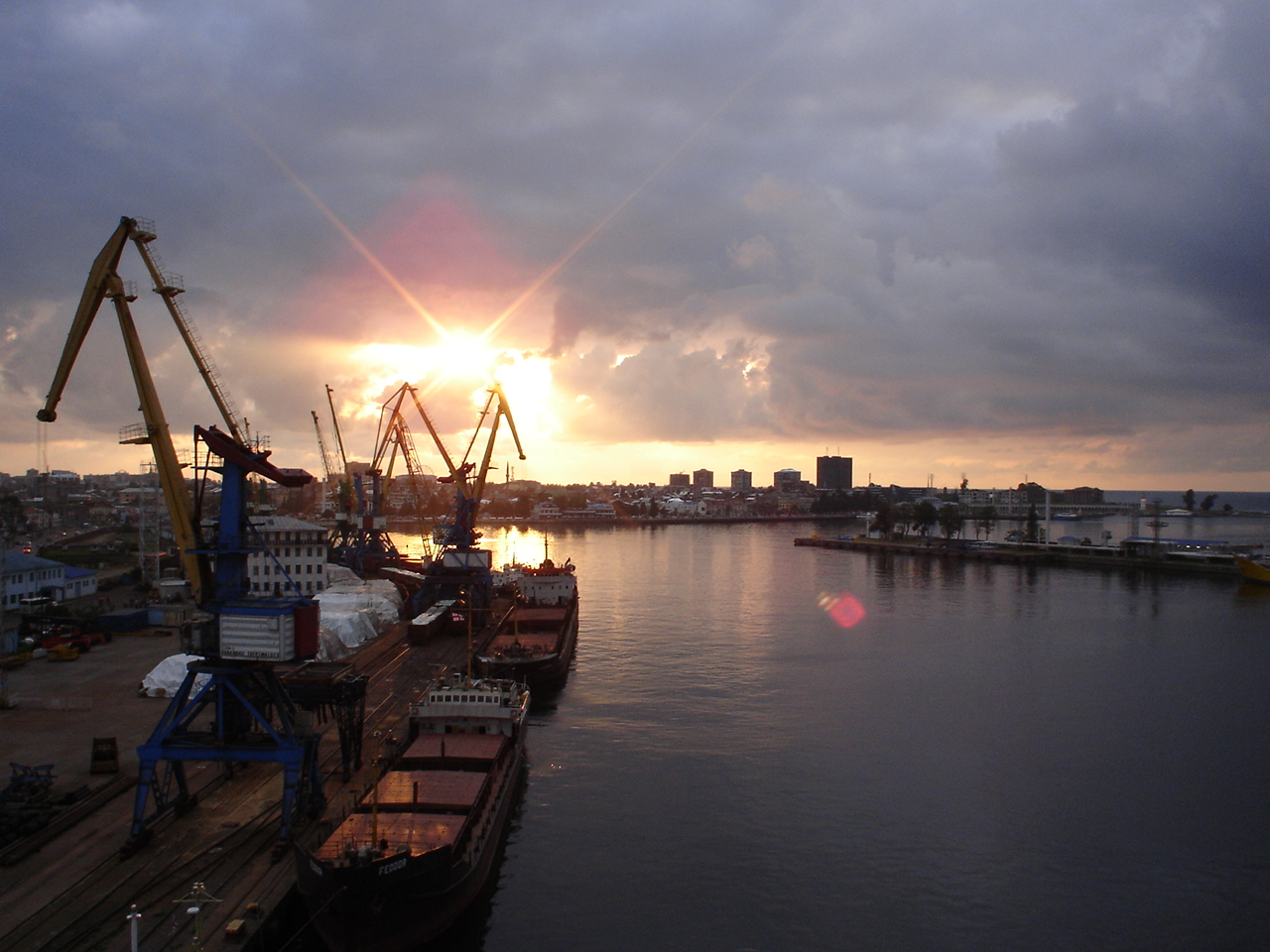
Батумский порт

Торговый флот — 144 судна (водоизмещением 1 тыс. брт и более) общим водоизмещением 855 908 брт / 1 288 812 дедвейт-тонн.

Балкеры — 20, сухогрузы — 95, танкеры для перевозки химикатов — 1, контейнеровозы — 11, танкеры для перевозки сжиженного газа — 1, большегрузные многофункциональные суда — 1, пассажирские суда — 1, нефтяные танкеры — 9, суда-рефрижераторы — 1, ролкеры — 2, пассажирские суда малого каботажа — 1, специализированные танкеры — 1 (2003).
Порты:
- Батуми (в основном нефтеналивной и контейнерный порт)[32]
- Поти (в основном перевалка марганцевых руд, медного концентрата, стройматериалов, зерна)[32]
- Кулеви[99]
- Супса (с 1999 года действует нефтяной терминал)[32]
- Сухуми[100]

В 2005 году морские порты Грузии обработали 24 млн тонн грузов, из которых 74 % пришлось на нефть и нефтепродукты.
В 2019 году началось строительство глубоководного порта Анаклиа.

### Воздушный транспорт
Аэропорты — всего 30 (2004).
Аэропорты с взлетно-посадочными полосами с твердым покрытием — 17 (свыше 3047 м — 1; от 2438 до 3047 м — 7; от 1524 до 2437 м — 5; от 914 до 1523 м — 2; менее 914 м — 2).
Аэропорты с ВПП без твердого покрытия — 13 (от 914 до 1523 м — 3; менее 914 м — 10) (2004).
Крупнейшие аэропорты:
- Тбилиси (международный аэропорт)
- Батуми (международный аэропорт)
- Кутаиси
- Телави

Авиаперевозчики:
- «Airzena — Georgian Airways»
- «Georgian Airlines»
- «National Airlines»

Вертолётные аэродромы — 2 (2003).

## Специальные экономические зоны
Действуют свободные индустриальные зоны «Hualing», Поти

## Финансы

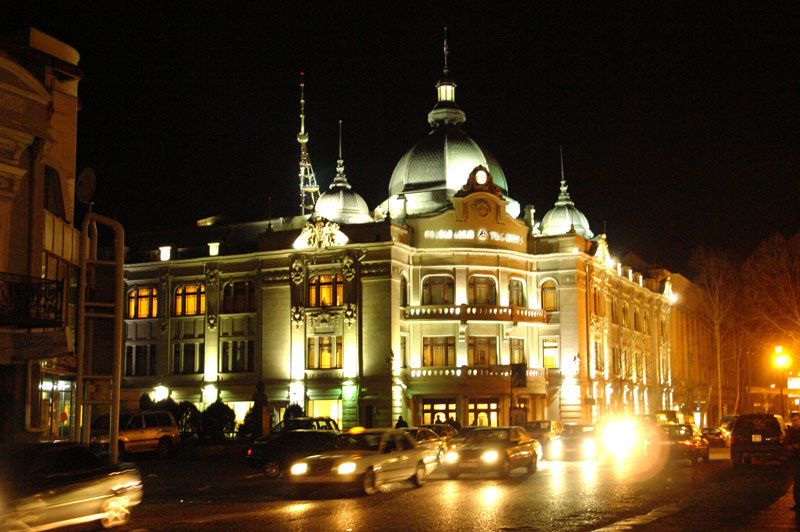
TBC банк в Тбилиси

На 2005 год, доля сектора финансового посредничества в ВВП Грузии составляла 2 %. В 2005 году финансовая система Грузии насчитывала 21 банк — 19 национальных и 2 филиала иностранных банков. Объём общих активов всей банковской системы к сентябрю 2005 года составил $ 2,1 млрд. Владельцами большей части акций банков Грузии являются иностранные инвесторы.
В 1991—2007 гг. Агентство США по международному развитию предоставило Грузии помощь в $1,5 млрд. В 2001—2006 годах помощь Грузии от Евросоюза составила 206 млн евро. В 1992—2006 Германия предоставила Грузии в виде финансовой помощи 228 млн евро, технической поддержки — 48 млн евро. В 1994—2001 Япония в виде грантов, ссуд и технического сотрудничества предоставила Грузии $46,3 млн.
Одним из важных источников поступления денежных средств в Грузию являются грузины, проживающие в СНГ и странах ЕС. Экономический подъём в России и ЕС способствовал значительному увеличению денежных переводов грузин в Грузию. Так, по данным Нацбанка Грузии, в 2005 году объём денежных переводов из-за рубежа в Грузию составил около $390 млн, в 2006 году — $526 млн (из них из России — $365 млн), в 2007 году — $866 млн (из них из России — $545 млн), в 2008 году — $1,002 млрд (из них из России — $634 млн), в 2009 году — $842 млн (из них из России — $450 млн).

### Государственный бюджет
До 2003 года госбюджет Грузии имел значительный дефицит. К 2007 году вследствие сокращения госрасходов и улучшения налогового администрирования госбюджет был сбалансирован.
По данным на 2008 год, доходы от транзита давали около 47 % поступлений в госбюджет Грузии.
Госбюджет Грузии на 2009 год был запланирован в размере 6,25 млрд лари ($3,9 млрд).
Доходы госбюджета Грузии на 2010 год были запланированы в размере 5,17 млрд лари, расходы — 5,46 млрд лари, дефицит — 935 млн лари.

### Внешний долг и внешние займы
Экономика Грузии находится в большой зависимости от внешних финансовых вливаний, в том числе от иностранной помощи, кредитов, инвестиций, денежных переводов из-за границы.
С 1994 по 2006 годы МВФ предоставил Грузии займы на общую сумму более $500 млн.
В период с 1990 по 2009 год, объём иностранной помощи, полученной Грузией, оценивается на уровне 4 млрд долларов США, не считая помощи, полученной после войны 2008 года
В октябре 2008 года западные страны объявили о выделении Грузии $2,5 млрд в течение 2008—2010 годов в виде долгосрочного низкопроцентного займа.
В апреле, перед войной, Грузия впервые вынесла на торги «Лондонской фондовой биржи», с помощью агентов по размещению «UBS» и «JP Morgan», еврооблигации (ISIN XS0357503043) на сумму 500 млн долл.
Внешний долг Грузии на 31 октября 2011 составил 4 252 236 тысяч долларов (31 % от ВВП), что в пересчёте на душу населения равнялось 917 долларов.
На апрель 2012 валовой внешний долг составил 11 398 130,2 тыс. долларов..
Кредитные рейтинги
Суверенный кредитный рейтинг международного рейтингового агентства Standard & Poor's BB- (на 20.2.2012)

## Телекоммуникации
В 2005 году доля коммуникационного сектора в ВВП Грузии составляла 4,1 %.
По данным на 2008 год, в Грузии насчитывалось 618 тыс. стационарных телефонов и 2,76 млн мобильных телефонов. Стоимость услуг сотовой связи в Грузии является одной из самых высоких в мире. Согласно исследованию компании Informa Telecoms & Media от 2007 года, по стоимости услуг сотовой связи Грузия занимала 3-е место из 186 стран.
Число пользователей Интернета в Грузии в 2009 году приблизилось к миллиону человек (в 2005 году, по информации комиссии по коммуникациям, интернетом в Грузии пользовались 200 тыс. человек, в 2007—521 тыс., а в 2008 — более 903 тыс.

## Туризм

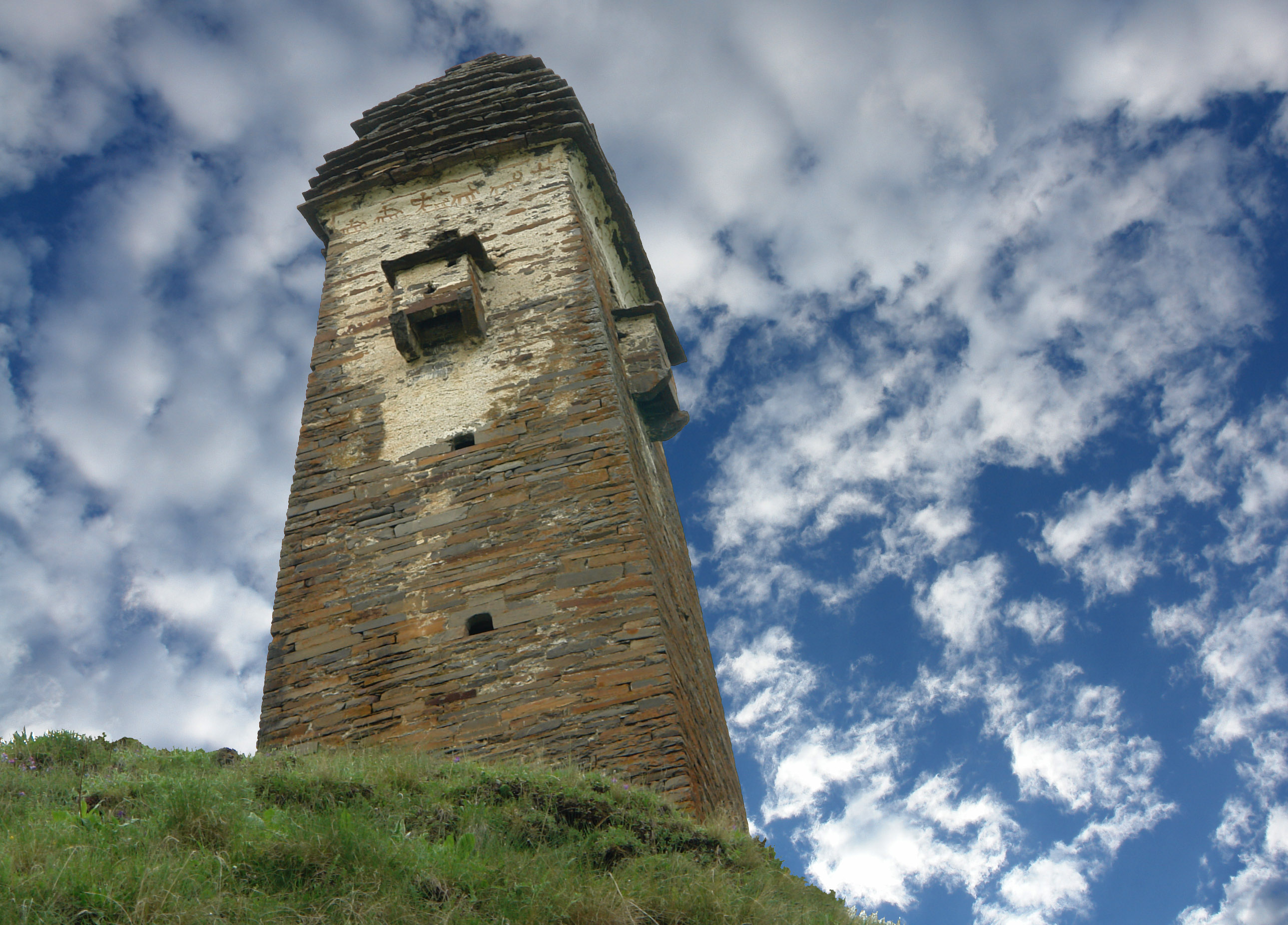
Крепость Лебискари. Провинция Хевсурети, Грузия

Уникальны по своим характеристикам рекреационные ресурсы страны — горные и морские курорты.
В Грузии свыше 100 курортов: курорты на Черноморском побережье Кавказа (Кобулети, Батуми и др.); горные и высокогорные курорты Бахмаро, Бакуриани, Шови; курорты минеральных вод Боржоми, Саирме; горнолыжный курорт Гудаури и другие.
В 2015 году правительство Грузии отменило визовый режим с 94 странами. В список вошли государства СНГ и Евросоюза, Казахстана, США и другие. Граждане этих стран имеют право въезжать в Грузию без визы и находиться там в течение одного года.

## Внешняя торговля

Динамика внешней торговли Грузии в 2004—2009 гг., в млн долларов США

Внешняя торговля Грузии характеризуется отрицательным торговым балансом, импорт в несколько раз превышает экспорт.
Грузии не удалось перейти на экспортоориентированный путь развития, объёмы её экспорта невелики и сконцентрированы в нескольких сегментах: металлолом, необработанное золото, алкоголь и фрукты.
Основные статьи экспорта в 2009 году:
- ферросплавы — 11,5 %
- необработанное золото — 10,3 %
- легковые автомобили — 6,9 %
- орехи — 6,2 %
- металлолом чёрных металлов — 5,6 %
- медная руда и концентраты — 5,5 %
- удобрения — 5,3 %
- спирт — 4,8 %
- вино — 2,8 %

Экспорт автомобилей из Грузии в основном является реэкспортом, то есть экспортом ранее импортированных в Грузию автомобилей.
Основные покупатели в 2009 году: Турция (20,0 %), Азербайджан (14,7 %), Канада (10,4 %), Армения (7,9 %), Болгария (7,3 %), Украина (7,4 %), США (3,3 %).
Основные статьи импорта: топливо, транспортные средства, оборудование, зерно и другие пищевые продукты, фармацевтические препараты.
Основные поставщики в 2009 году: Турция (18,0 %), Украина (9,6 %), Азербайджан (8,6 %), Германия (6,9 %), Россия (6,6 %), США (5,1 %), Китай (4,0 %), Болгария (3,5 %).
Большая часть импортируемой пшеницы и электроэнергии поставляется из России.
В 2018 году объем внешней торговли Грузии возрос до 12,5 миллиардов долларов. Экспорт из Грузии составил 3,4 миллиарда долларов, импорт в Грузию составил 9,1 миллиарда долларов. Крупнейшим внешнеторговым партнером осталась Турция, объемы внешней торговли Турции и Грузии составили 1,7 миллиарда долларов, вторым торговым партнером Грузии стала Россия — объемы торговли между двумя странами составили 1,4 миллиарда долларов, третьим торговым партнером Грузии стал Азербайджан — объемы торговли составили около 1 миллиарда долларов. Ведущими статьями экспорта Грузии стали медные руды и концентраты - 504,1 миллиона долларов, реэкспорт легковых автомобилей на сумму 408,9 миллиона долларов и ферросплавы - 352,6 миллиона долларов. В 2021 году наметилась некоторая тенденция на сокращение дефицита торгового баланса. Так за январь—сентябрь 2021 года внешнеторговый оборот страны составил 10,0097 миллиардов долларов. Экспорт Грузии за этот период составил 2,981 миллиарда долларов, импорт — 7,028 миллиарда долларов. В тройку основных внешнеторговых партнеров Грузии вошел Китай, вытеснив Азербайджан на четвертое место.

## Рынок труда
Доля занятых в сельском хозяйстве — 55,6 %, в промышленности — 8,9 %, в сфере услуг — 35,5 %. Значительная часть населения занята в неформальном секторе экономики. Из тех, кто работает официально, около 50 % заняты в бюджетном секторе, около 16 % — в государственных компаниях. Частный сектор пока что не играет роли активного работодателя.
Безработица
Уровень безработицы по официальным данным составлял 16,9 % среди всего населения в 2009 году, 28,8 % среди городского населения, 29,6 % среди населения Тбилиси (2009)., к 2019 году уровень безработицы несколько снизился и составил 12,3 % в 4 квартале 2018 года
Поскольку более половины работников в Грузии относятся к категории самозанятых в сельском хозяйстве, объёмы производства в котором крайне низки, формальные показатели безработицы не отражают реального положения на рынке труда. Произошедшее сокращение занятости в общественном секторе, а также ужесточение регулирования в налоговой сфере, затруднившее занятость в неформальном секторе экономики, способствовало ещё большему росту числа безработных. В то же время проводимые реформы не привели к массовому созданию новых рабочих мест. По данным опроса, проведённого газетой «Квирис палитра» в июне 2009 года, после ноября 2003 года работу потеряли 50,4 % опрошенных или членов их семей. Согласно социологическому исследованию, проведённому в начале 2011 года американским Национальным демократическим институтом, 73 % населения Грузии считают себя незанятыми. Из незанятых 41 % заявили, что они безработные, 25 % — пенсионеры, желающие устроиться на работу. Проблемы с занятостью в Грузии отметили 81 % опрошенных.

### Доходы населения
Средняя месячная зарплата нанятых служащих по данным на 4 квартал 2023 года — 2044,5 лари.
Доля населения с доходами ниже прожиточного минимума — 15,6 % (2022).
Коэффициент Джини — 34,2 (2021).